# Carl-Bertel Nathhorst
Carl-Bertel Richard Nathhorst, född 30 mars 1907 i Falun, död 2 november 1985 i Stockholm, var en svensk företagsledare.

## Biografi
Nathhorst var son till kapten Bertel Nathhorst och journalisten Mary T. Nathhorst (född Tesch, 1879–1974). Hans syster Erna gifte sig med kameratillverkaren Victor Hasselblad. Carl-Bertel Nathhorst gifte sig 1935 med Malin Westerberg och 1962 med Vera Edgett. I första giftet var han far till Bertel Nathhorst.
Nathhorst tog studentexamen 1926 och utexaminerades 1931 från KTH. Han var 1932–1933 arbetsstudieingenjör vid AB Separator (Alfa Laval), 1933–1936 verkstadsingenjör vid Pressbolaget i Eskilstuna, 1936–1938 överingenjör vid AB J.C. Ljungman i Malmö. Vid Scania-Vabis blev han 1939 direktörsassistent och 1940–1951 verkställande direktör. Under Nathhorst omorganiserades bolaget genom ökad systematisering och förenklingar samtidigt som verksamheten utökades. Nathhorst tog också de första stegen kring modulsystem som senare vidareutvecklats av Scania.
Han var 1950–1965 styrelseordförande i Bäckhammars bruk AB, 1949–1965 i AB F. W. Hasselblad och i Traktorimport AB, 1962–1971 i Täby Galopp, 1965–1977 i Etnografiska museets vänner och sedan 1966 i Carl-Bertel Nathhorsts vetenskapliga och allmännyttiga stiftelse. Han var ledamot av 1954–1957 års delegation för översiktlig vägplanering.
Carl-Bertel Nathhorst är begravd på Stora Kopparbergs kyrkogård.

## Utmärkelser
- Kommendör av första klassen av Vasaorden, 18 november 1971.[4]